# Distretto di Mecula
Il distretto di Mecula è un distretto del Mozambico, facente parte della Provincia di Niassa.